# Cartigny (Somme)
Pour les articles homonymes, voir Cartigny.
Cartigny est une commune française située dans le département de la Somme en région Hauts-de-France.

## Géographie

### Localisation

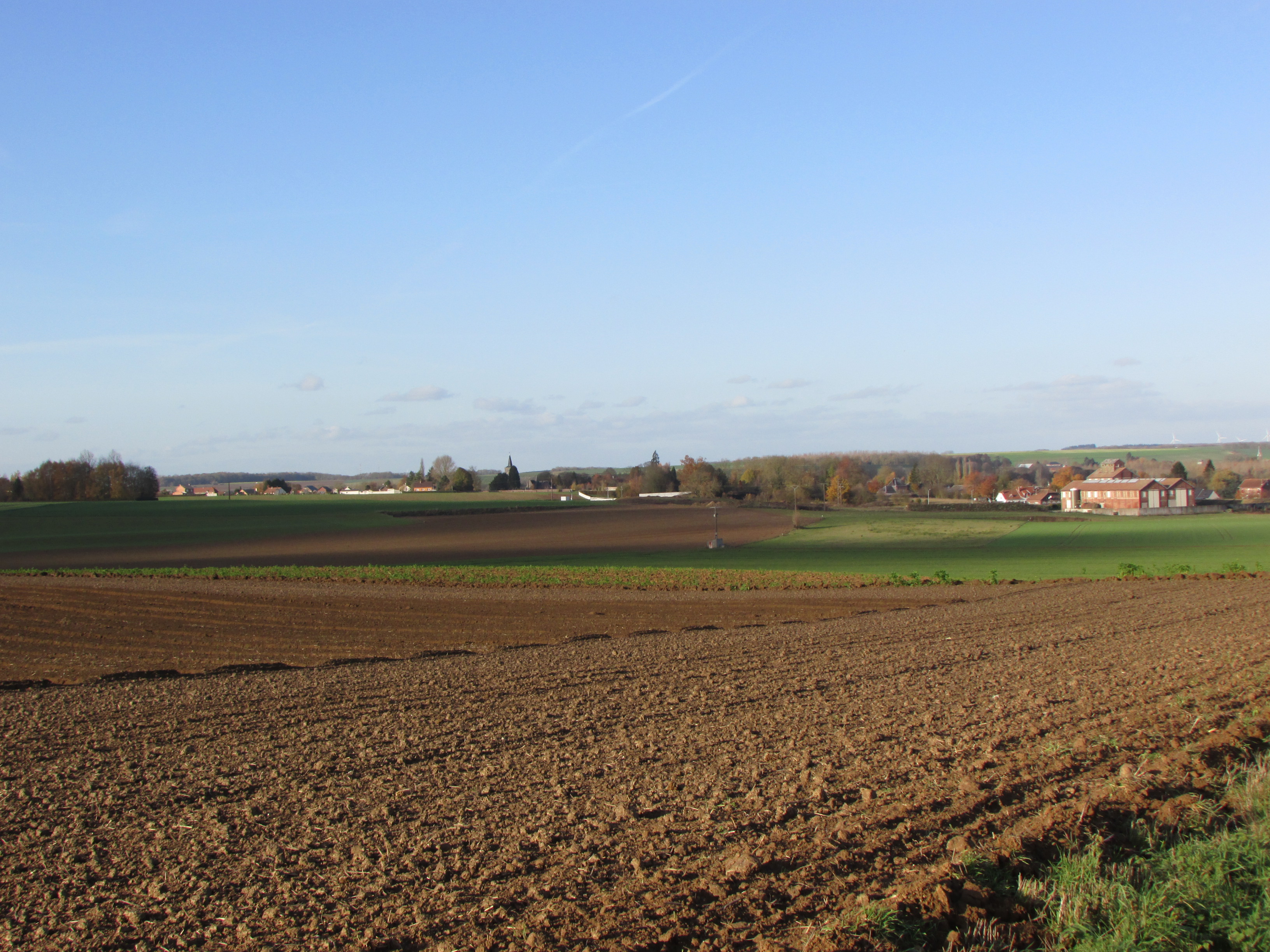
Paysage de la commune.

Cartigny est un village rural picard du Vermandois situé à 6 km au sud-est de Péronne, 21 km au nord-est de Saint-Quentin et 38 km au nord de Noyon.
La commune se trouve dans l'aire d'attraction de Péronne ainsi que dans son bassin de vie, et dans la zone d'emploi de Saint-Quentin.

#### Communes limitrophes
Les communes limitrophes sont Bouvincourt-en-Vermandois, Buire-Courcelles, Doingt, Hancourt, Mesnil-Bruntel, Estrées-Mons, Tincourt-Boucly et Vraignes-en-Vermandois.

### Géologie et relief
La superficie de la commune est de 15,15 km2 ; son altitude varie de 55  à   107 mètres. 

### Hydrographie

#### Réseau hydrographique

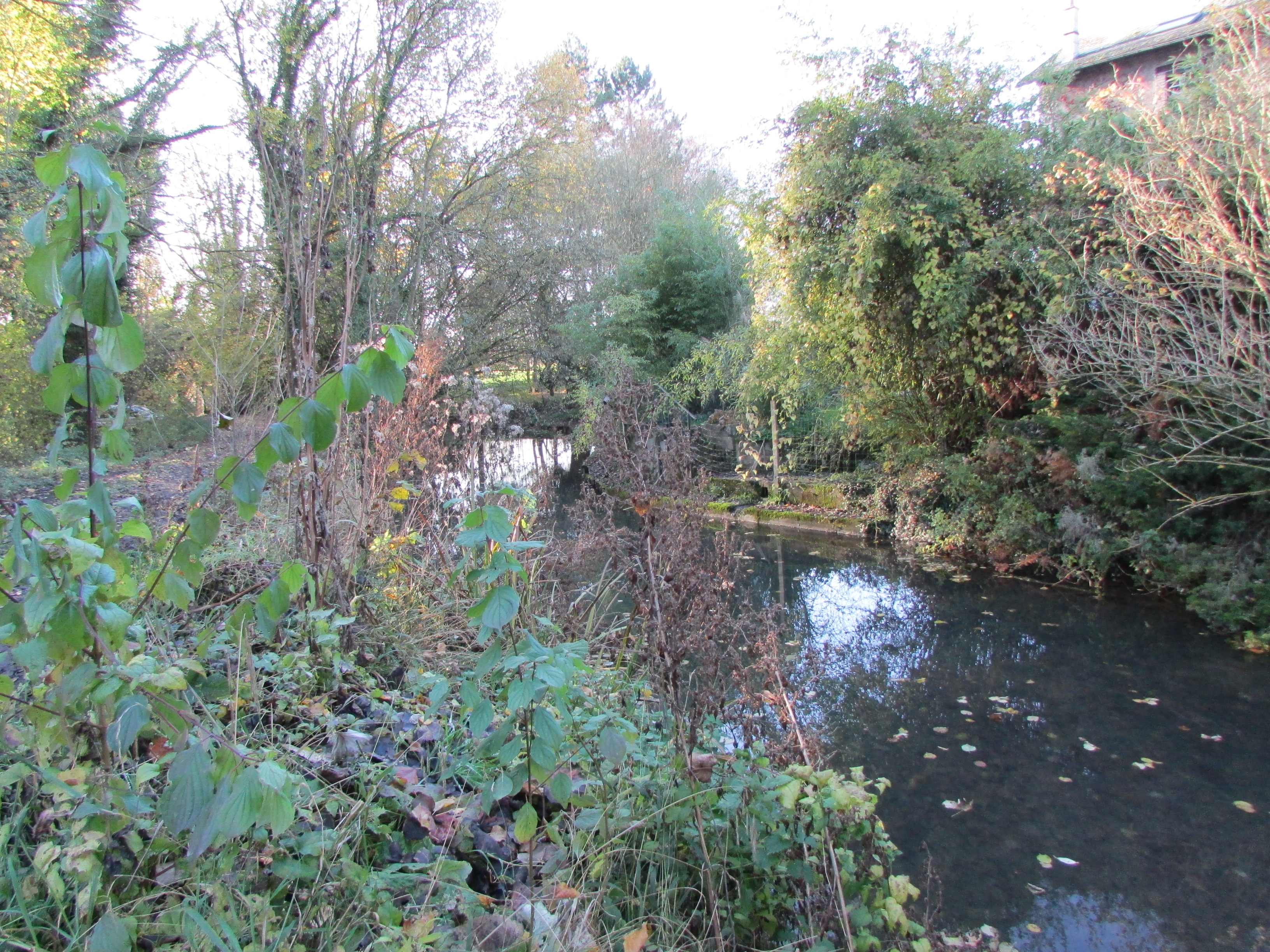
La Cologne au moulin Binard, situé entre Cartigny et Buire-Courcelles.

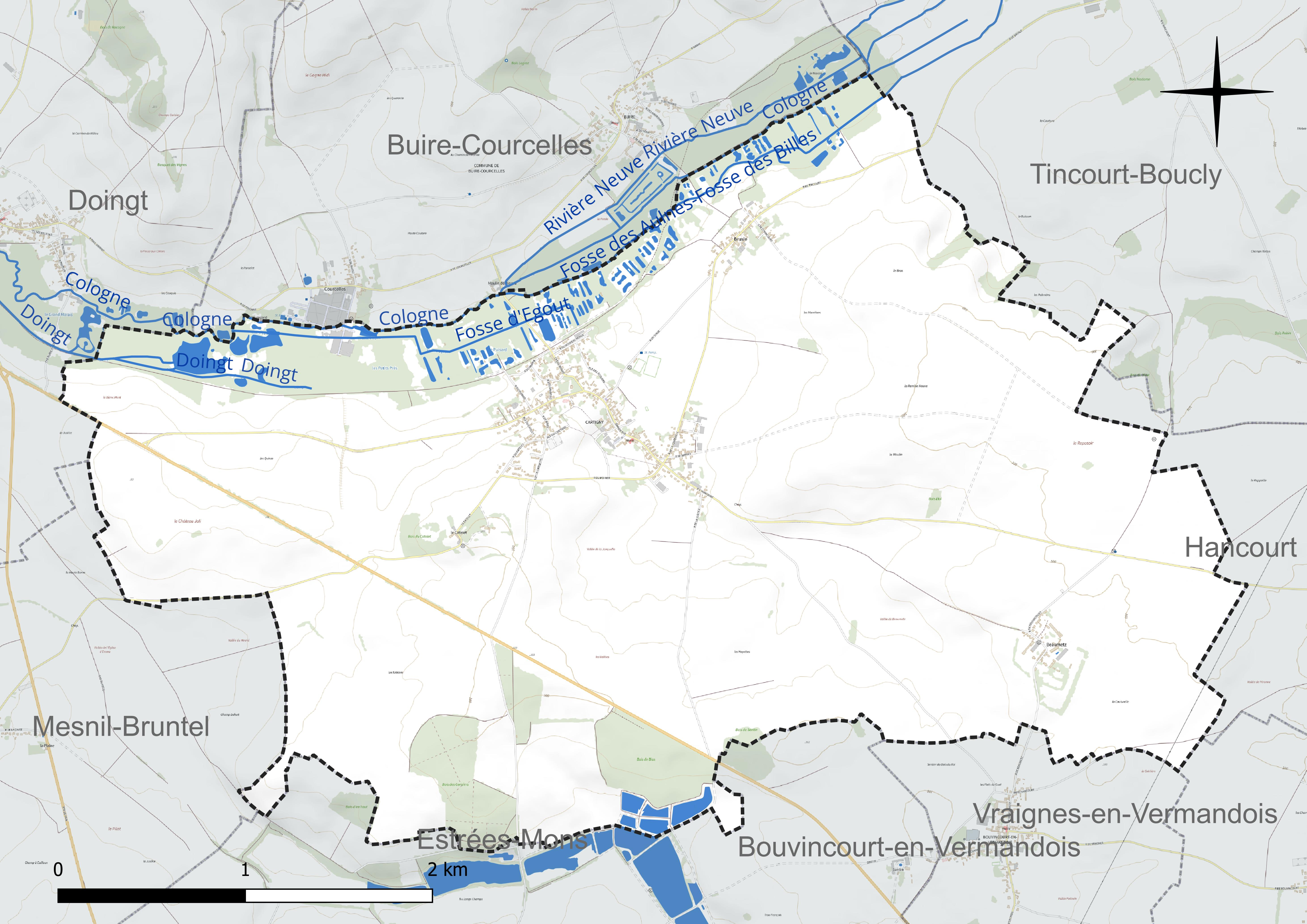
Réseau hydrographique de Cartigny.

La commune est située dans le bassin Artois-Picardie. Elle est drainée par la Cologne, le Doingt, le fossé d'Egout et un autre petit cours d'eau.
La Cologne, d'une longueur de 23 km, prend sa source dans la commune de Hargicourt et se jette  dans la Somme dans la commune de Doingt, face à Péronne.

#### Gestion et qualité des eaux
Le territoire communal est couvert par le schéma d'aménagement et de gestion des eaux (SAGE) « Haute Somme ». Ce document de planification concerne un territoire de 1 798 km2 de superficie, délimité par le bassin versant de la Haute Somme est constitué d'un réseau hydrographique complexe de cours d'eau, de marais, d'étangs et de canaux. Le périmètre a été arrêté le 21 avril 2006 et le SAGE proprement dit a été approuvé le 15 juin 2017. La structure porteuse de l'élaboration et de la mise en œuvre est le syndicat mixte d'aménagement hydraulique du bassin versant de la Somme (AMEVA).
La qualité des cours d'eau peut être consultée sur un site dédié géré par les agences de l'eau et l'Agence française pour la biodiversité.

### Climat
Pour des articles plus généraux, voir Climat des Hauts-de-France et Climat de la Somme.
En 2010, le climat de la commune est de type climat océanique dégradé des plaines du Centre et du Nord, selon une étude du CNRS s'appuyant sur une série de données couvrant la période 1971-2000. En 2020, Météo-France publie une typologie des climats de la France métropolitaine dans laquelle la commune est exposée à un climat océanique et est dans la région climatique Nord-est du bassin Parisien, caractérisée par un ensoleillement médiocre, une pluviométrie moyenne régulièrement répartie au cours de l'année et un hiver froid (3 °C).
Pour la période 1971-2000, la température annuelle moyenne est de 10,3 °C, avec une amplitude thermique annuelle de 14,9 °C. Le cumul annuel moyen de précipitations est de 704 mm, avec 11,9 jours de précipitations en janvier et 8,8 jours en juillet. Pour la période 1991-2020, la température moyenne annuelle observée sur la station météorologique la plus proche, située sur la commune d'Estrées-Mons à 4 km à vol d'oiseau, est de 11,0 °C et le cumul annuel moyen de précipitations est de 647,5 mm,. Pour l'avenir, les paramètres climatiques de la commune estimés pour 2050 selon différents scénarios d'émission de gaz à effet de serre sont consultables sur un site dédié publié par Météo-France en novembre 2022.
| Mois                                  | jan.           | fév.             | mars           | avril           | mai           | juin          | jui.           | août           | sep.          | oct.          | nov.            | déc.           | année      |
| ------------------------------------- | -------------- | ---------------- | -------------- | --------------- | ------------- | ------------- | -------------- | -------------- | ------------- | ------------- | --------------- | -------------- | ---------- |
| Température minimale moyenne (°C)     | 1,3            | 1,4              | 3,3            | 5,1             | 8,5           | 11,2          | 13             | 13             | 10,4          | 7,8           | 4,5             | 1,9            | 6,8        |
| Température moyenne (°C)              | 3,7            | 4,3              | 7,3            | 10,1            | 13,6          | 16,4          | 18,7           | 18,6           | 15,5          | 11,6          | 7,3             | 4,3            | 11         |
| Température maximale moyenne (°C)     | 6,1            | 7,2              | 11,2           | 15,1            | 18,6          | 21,6          | 24,4           | 24,3           | 20,5          | 15,4          | 10,1            | 6,6            | 15,1       |
| Record de froid (°C) date du record   | −15,8 07.01.09 | −12,7 07.02.1991 | −10,2 13.03.13 | −3,3 21.04.1991 | −1 07.05.1997 | 1,5 05.06.12  | 4,6 11.07.1993 | 4,6 29.08.1989 | 0,7 30.09.18  | −4,8 29.10.03 | −9,1 24.11.1998 | −12,5 18.12.10 | −15,8 2009 |
| Record de chaleur (°C) date du record | 14,7 09.01.15  | 18,6 26.02.19    | 24 31.03.21    | 27 20.04.18     | 30,9 28.05.17 | 34,9 18.06.22 | 41,9 25.07.19  | 38,4 12.08.03  | 34,4 15.09.20 | 27,6 01.10.11 | 19,8 07.11.15   | 16,6 07.12.00  | 41,9 2019  |
| Précipitations (mm)                   | 49,6           | 43,8             | 45,8           | 37,1            | 58,8          | 59,8          | 56,6           | 65,2           | 51,3          | 58,2          | 57,9            | 63,4           | 647,5      |

## Urbanisme

### Typologie
Au 1er janvier 2024, Cartigny est catégorisée commune rurale à habitat dispersé, selon la nouvelle grille communale de densité à sept niveaux définie par l'Insee en 2022.
Elle est située hors unité urbaine. Par ailleurs la commune fait partie de l'aire d'attraction de Péronne, dont elle est une commune de la couronne,. Cette aire, qui regroupe 52 communes, est catégorisée dans les aires de moins de 50 000 habitants,.

### Occupation des sols

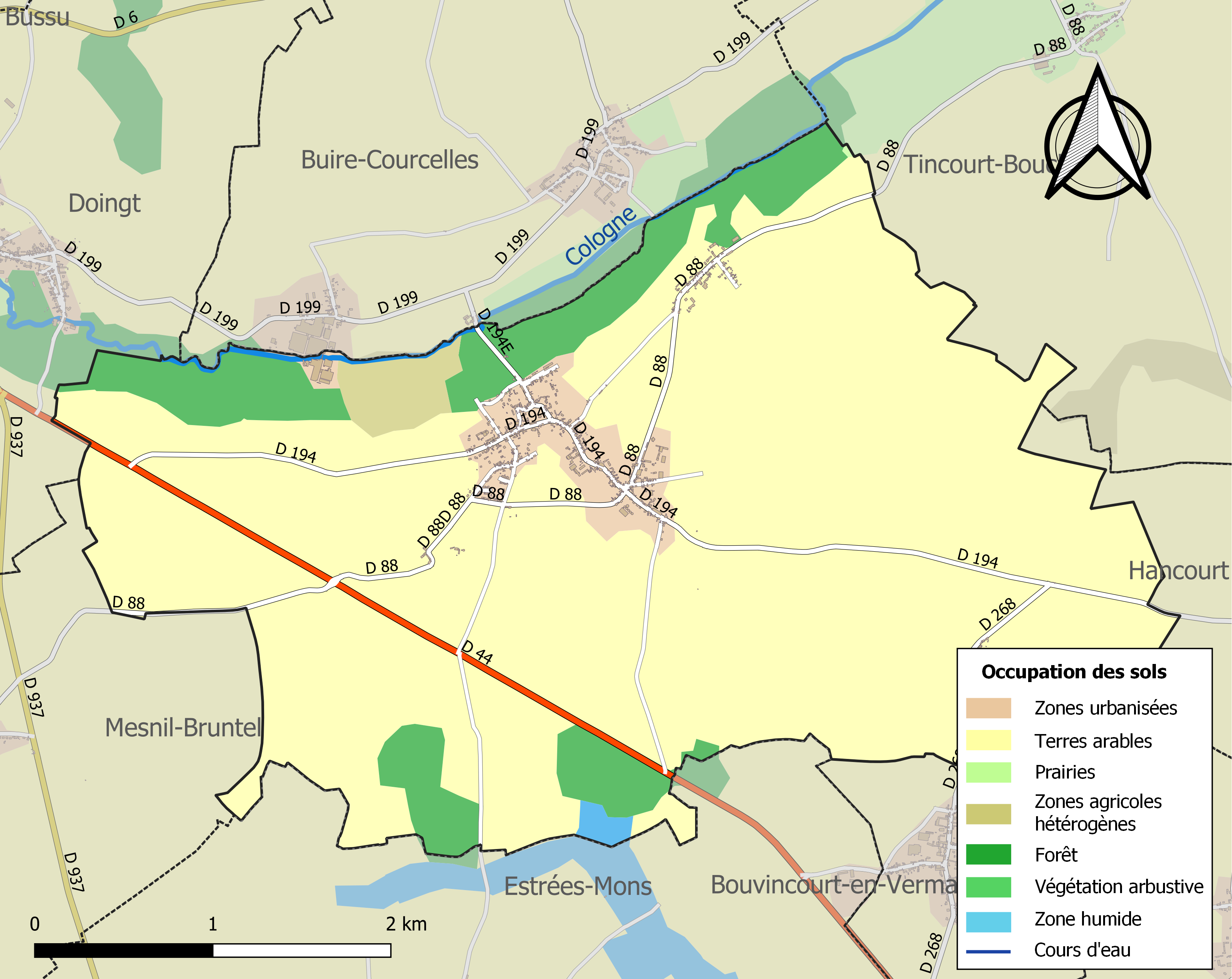
Carte des infrastructures et de l'occupation des sols de la commune en 2018 (CLC).

L'occupation des sols de la commune, telle qu'elle ressort de la base de données européenne d'occupation biophysique des sols Corine Land Cover (CLC), est marquée par l'importance des territoires agricoles (85 % en 2018), une proportion sensiblement équivalente à celle de 1990 (85,3 %). 
La répartition détaillée en 2018 est la suivante : terres arables (83,4 %), forêts (10,4 %), zones urbanisées (4 %), zones agricoles hétérogènes (1,6 %), eaux continentales (0,3 %), zones industrielles ou commerciales et réseaux de communication (0,2 %). 
L'évolution de l'occupation des sols de la commune et de ses infrastructures peut être observée sur les différentes représentations cartographiques du territoire : la carte de Cassini (XVIIIe siècle), la carte d'état-major (1820-1866) et les cartes ou photos aériennes de l'IGN pour la période actuelle (1950 à aujourd'hui).

### Lieux-dits, hameaux et écarts
La commune comprend plusieurs hameaux, dont Beaumetz, Brusle, Le Catelet.

### Habitat et logement
En 2022, le nombre total de logements dans la commune était de 333, alors qu'il était de 330 en 2017 et de 325 en 2012. 
Parmi ces logements, 97,9 % étaient des résidences principales, 1,5 % des résidences secondaires et 0,6 % des logements vacants. Ces logements étaient pour 0 % d'entre eux des maisons individuelles et pour 0 % des appartements. 
Le tableau ci-dessous présente la typologie des logements à Cartigny en 2022 en comparaison avec celle de la Somme et de la France entière. Une caractéristique marquante du parc de logements est ainsi la faible proportion des résidences secondaires et logements occasionnels (1,5 %) par rapport au département (26,4 %) et à la France entière (44,1 %). 
| Typologie                                               | Cartigny | Somme | France entière |
| ------------------------------------------------------- | -------- | ----- | -------------- |
| Résidences principales (en %)                           | 97,9     | 72,2  | 54,8           |
| Résidences secondaires et logements occasionnels (en %) | 1,5      | 26,4  | 44,1           |
| Logements vacants (en %)                                | 0,6      | 1,4   | 1              |

### Voies de communication et transports
La commune est traversée par les routes départementales RD 194, RD 188, aisément accessible par les ex-RN 37 ex-RN 29 (actuelles RD 937 et RD 1029).
En 2019, la localité est desservie par les lignes d'autocars du réseau Trans'80, Hauts-de-France, tous les jours sauf le dimanche et les jours fériés (ligne no 41, Montdidier - Ailly-sur-Noye - Amiens et ligne no 44, Montdidier - Chaulnes, Péronne - Roisel).

## Toponymie

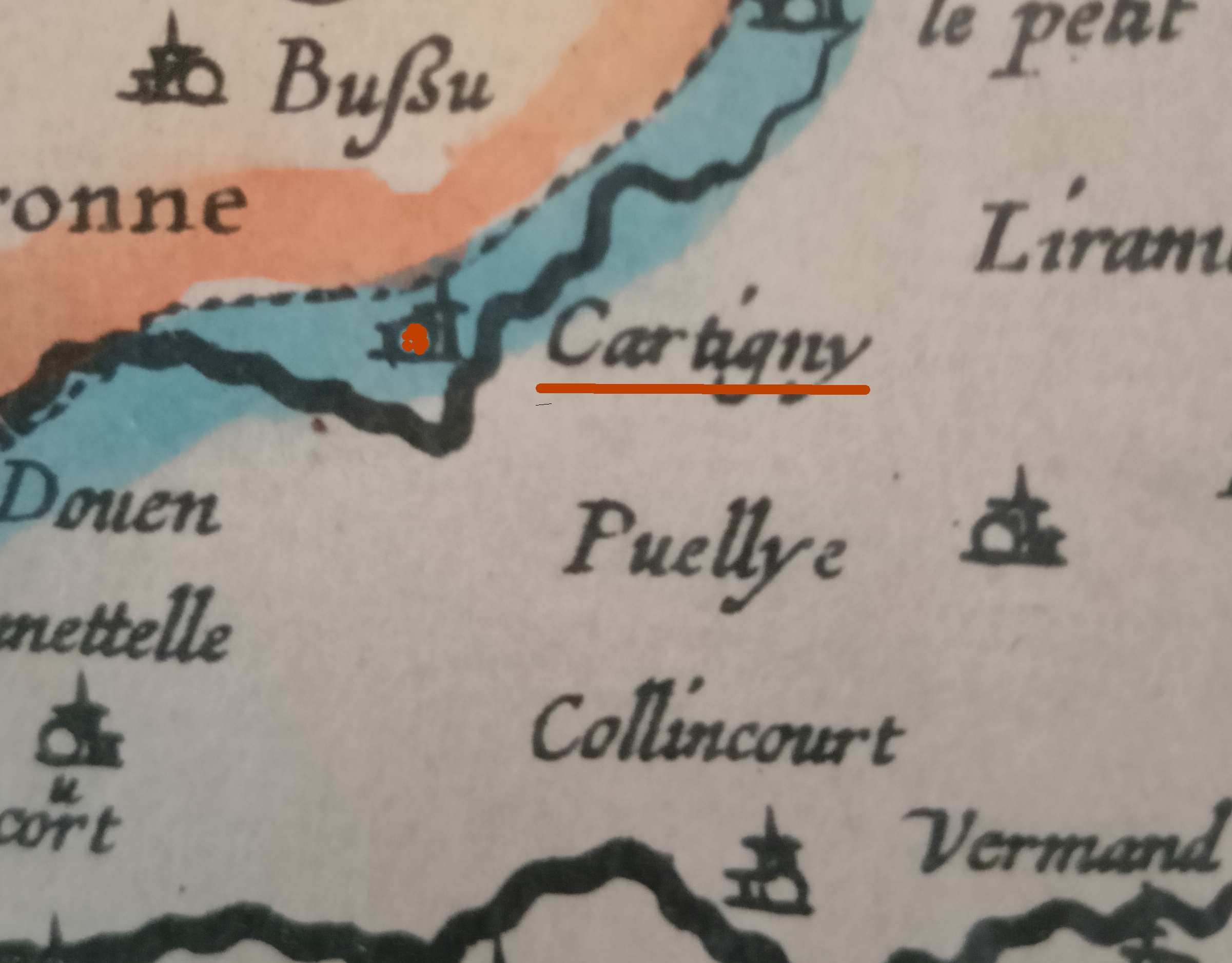
Carte de la Picardie de 1620 - Cartigny.

Le nom de la localité est attesté sous les formes Cartainse (659) ; Casthenitz (1046) ; Cartheni (1133-61) ; Carteniacum (1140) ; Cartigni (1143) ; Cartenni (1160) ; Carteigni (1211) ; Karteigni (1214) ; Cartegniacum (1214) ; Casteni (1215) ; Cartegnevim (1218) ; Quartiniacum (1245) ; Carthegni (1258) ; Castigniacum (1260) ; Cartegni (1263) ; Carteigny (1339) ; Cartegny (1384) ; Cartigny (1384) ; Carthigny (1567) ; Carthegny (1648) ; Castegny (1710).

## Histoire

### Antiquité
Des clichés d'archéologie aérienne  de Roger Agache ont permis des mettre en évidence des substructions d'édifices antiques, notamment un petit fanum daté du Ier au IVe siècle,,.

### Moyen Âge
Trudon des Ormes, dans les Possessions de l'Ordre du Temple en Picardie (Éditions Yvert et Tellier, Amiens, 1893) cite le lieu-dit le Catelet, sur les hauteurs du village de Cartigny, comme étant le lieu où fut fondée une maison de l'ordre du Temple,.

### Temps modernes

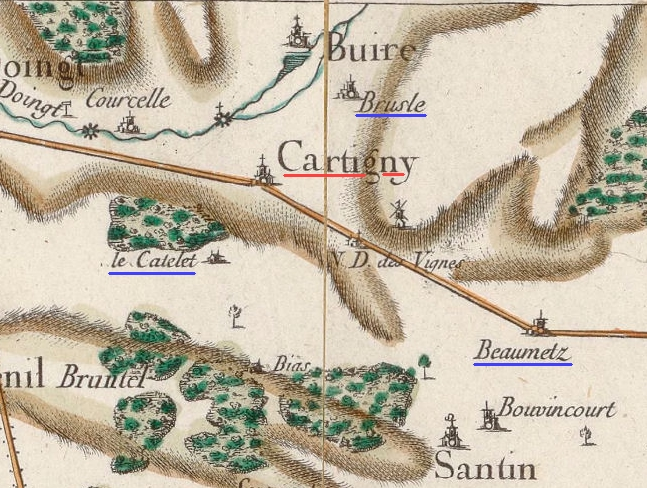
Carte de Cassini du secteur
(vers 1750).

Sur la carte de Cassini ci-contre datant du XVIIIe siècle, Cartigny est situé sur le chemin de Pœuilly à Péronne.
Les deux hameaux, Brusles et Beaumetz, font partie de la paroisse de Cartigny.
Au sud, deux fermes sont mentionnées : Le Câtelet qui existe encore et Bias dont il ne subsiste aucune trace.
Un moulin à vent en bois était situé non loin de la Chapelle Notre-Dame des Vignes.

### Époque contemporaine
En 1861, les frères Coquin créent une sucrerie, qui devient Coquin A. Sagnier et Cie en 1896. Elle est ensuite transformée en société en commandite simple sous le nom de Sagnier & Cie en 1898. En 1861, la sucrerie fonctionne avec trois chaudières et une machine à vapeur de 20 CV pour la râperie, 2 machines (10 cv) pour turbine et pompes.

#### L'ancienne gare
Cartigny a possédé une gare sur la ligne de chemin  de fer de Saint-Just-en-Chaussée à Douai, portion comprise entre Péronne et Roisel ; la gare la plus proche était celle de Doingt-Flamicourt en direction de Péronne et celle de Tincourt-Boucly à 4 km vers Roisel.
Ouverte en octobre 1873 d'abord à voie unique, doublée en 1908, cette ligne a cessé d'être exploitée dans les années 1970. Le tracé est aujourd'hui une voie verte et la gare est devenue une habitation.

De la voie ferrée à la voie verte...
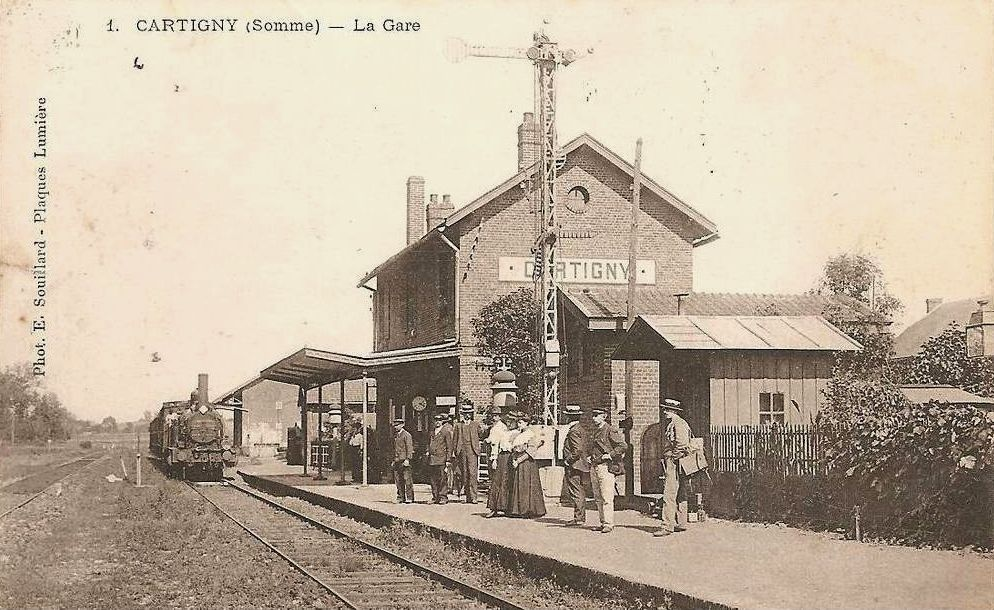
Un train à l'arrêt en gare de Cartigny vers 1910.
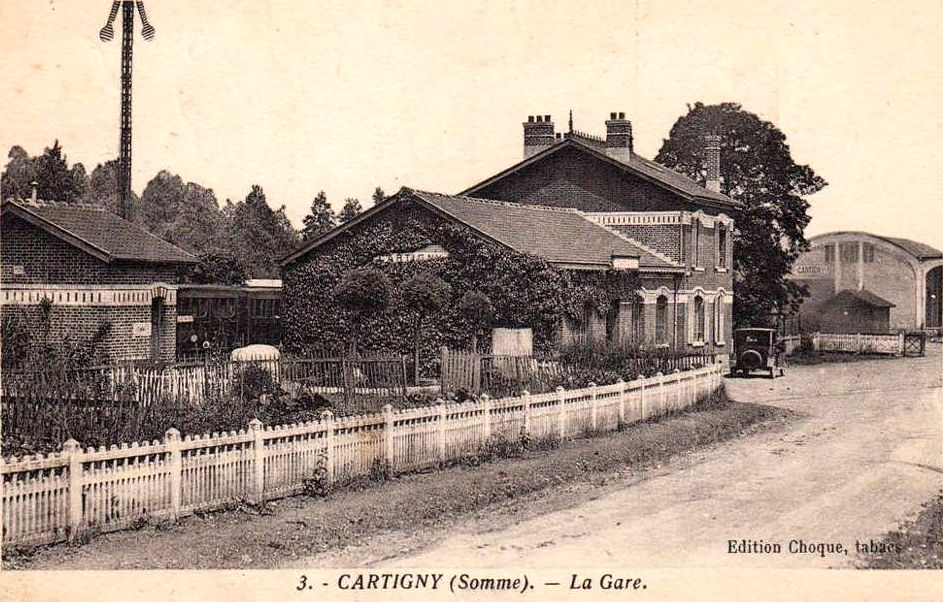
La nouvelle gare vers 1920.
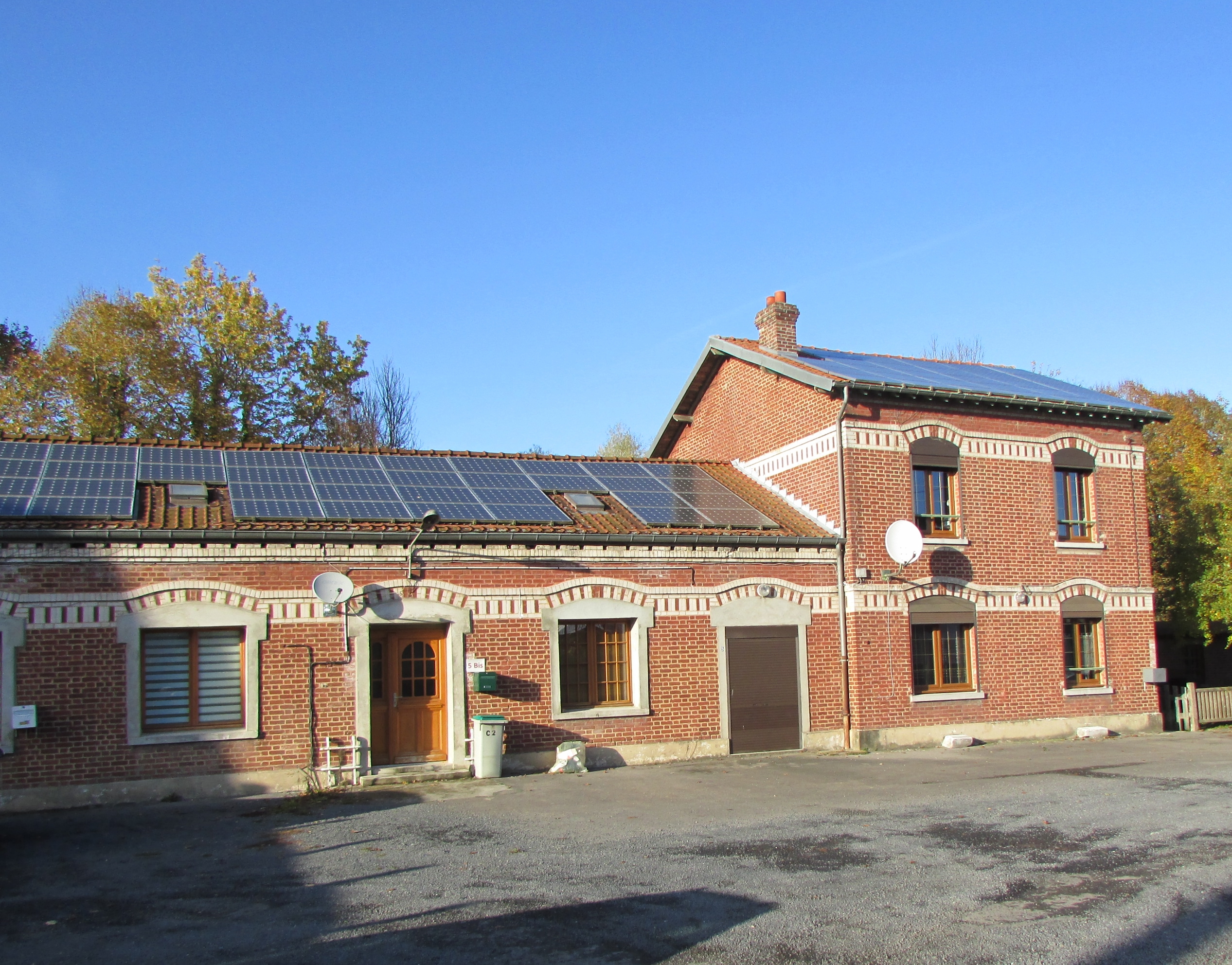
L'ancienne gare de Cartigny de nos jours.
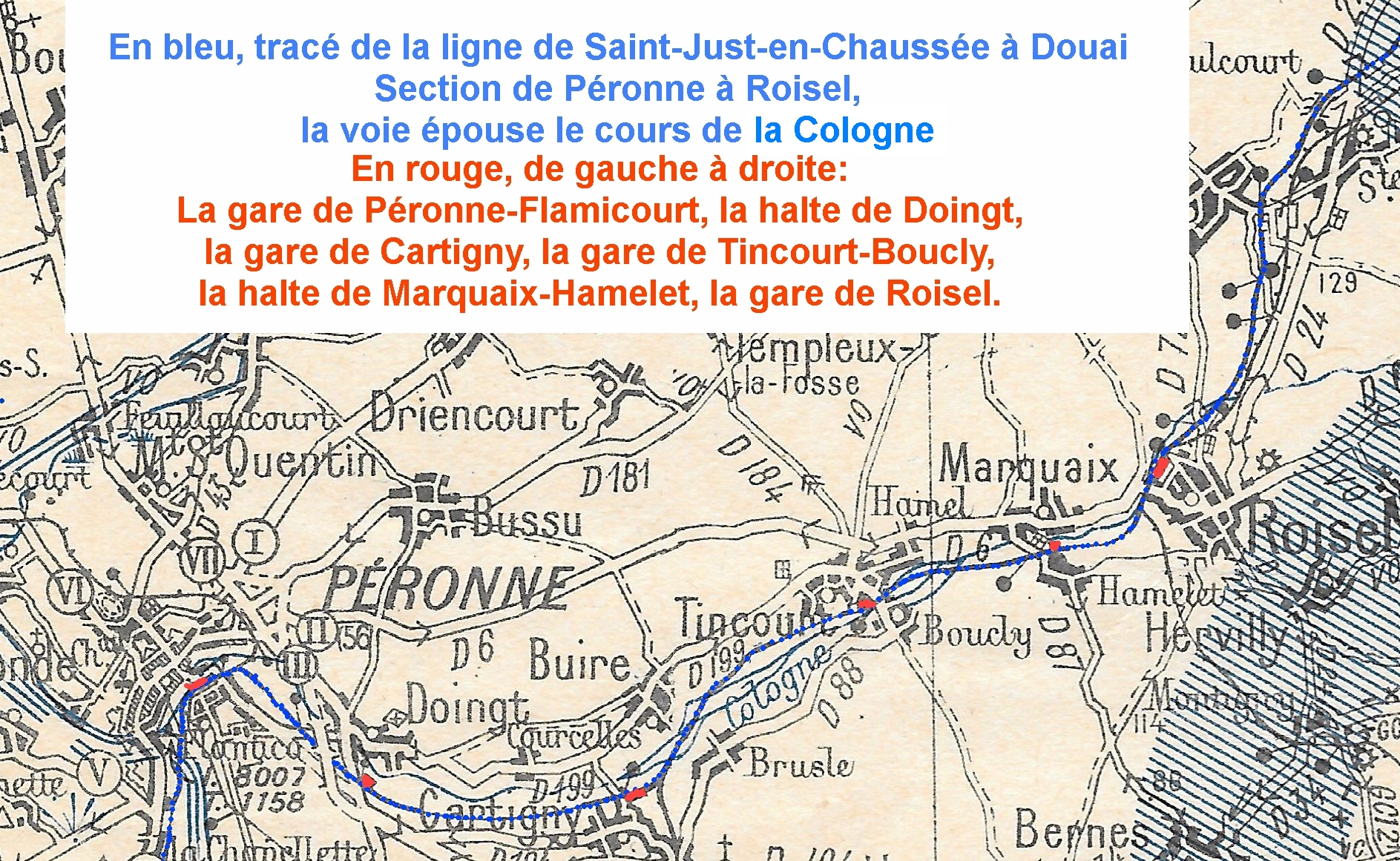
Carte de la section Péronne - Roisel vers 1910.
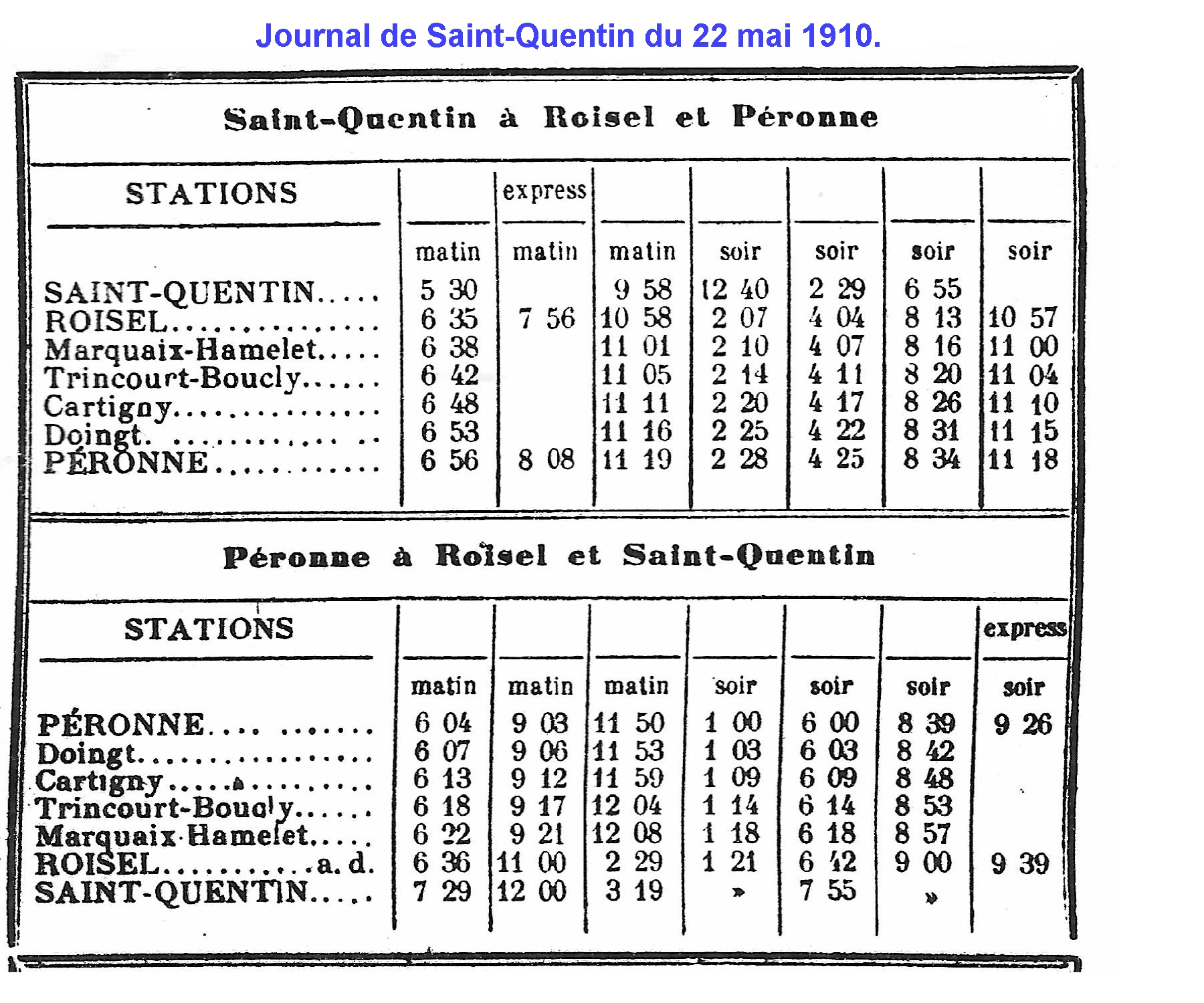
Horaire des trains en 1910.
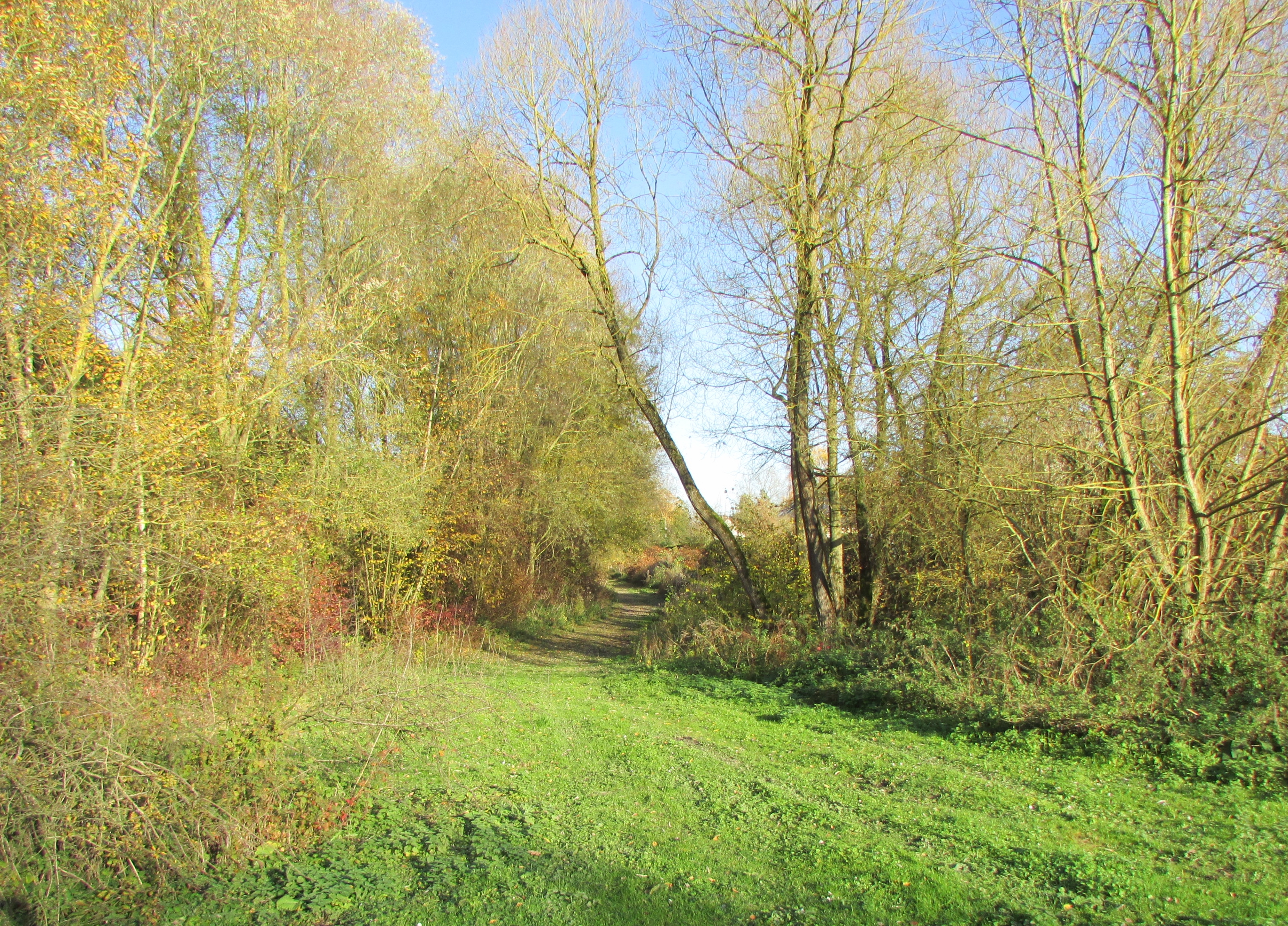
L'ancienne voie ferrée devenue voie verte à Cartigny.

#### Première Guerre mondiale
Le village est considéré comme détruit à la fin de la guerre et a  été décoré de la Croix de guerre 1914-1918, le 27 octobre 1920.
La sucrerie est reconstruite en 1924 par la Société Vermandoise de Sucreries, qui utilise le site pour l'installation d'une nouvelle râperie alimentant la Sucrerie de Sainte-Emilie à Villers-Faucon. L'entreprise créée également une cité ouvrière. En 1939, la râperie emploie 40 ouvriers permanents.
La sucrerie cesse son activité en 1950, et son site est utilisé par un silo de stockage de céréales ou travaillent en 1985 trois salariés.

## Politique et administration

### Liste des maires
| Période                                  | Période                   | Identité           | Étiquette | Qualité                         |
| ---------------------------------------- | ------------------------- | ------------------ | --------- | ------------------------------- |
| Les données manquantes sont à compléter. |                           |                    |           |                                 |
|                                          |                           |                    |           |                                 |
|                                          | en cours en 1989          | Gilbert Kasmarczyk |           |                                 |
|                                          |                           |                    |           |                                 |
| mars 2001                                | 2014                      | Christian Derozier |           |                                 |
| 2014                                     | En cours (au 2 mars 2021) | Philippe Genillier |           | Réélu pour le mandat 2020-2026, |

## Équipements et services publics

### Enseignement
Située dans l'académie d'Amiens et en zone B pour les vacances scolaires, l'école publique de Cartigny accueille 78 élèves pour l'année scolaire 2015-2016.
Afin de permettre aux élèves de déjeuner près de l'école et non comme jusqu'alors à Tincourt-Boucly, le conseil municipal de février 2020 a décidé d'étudier la création d'une cantine

### Autres équipements

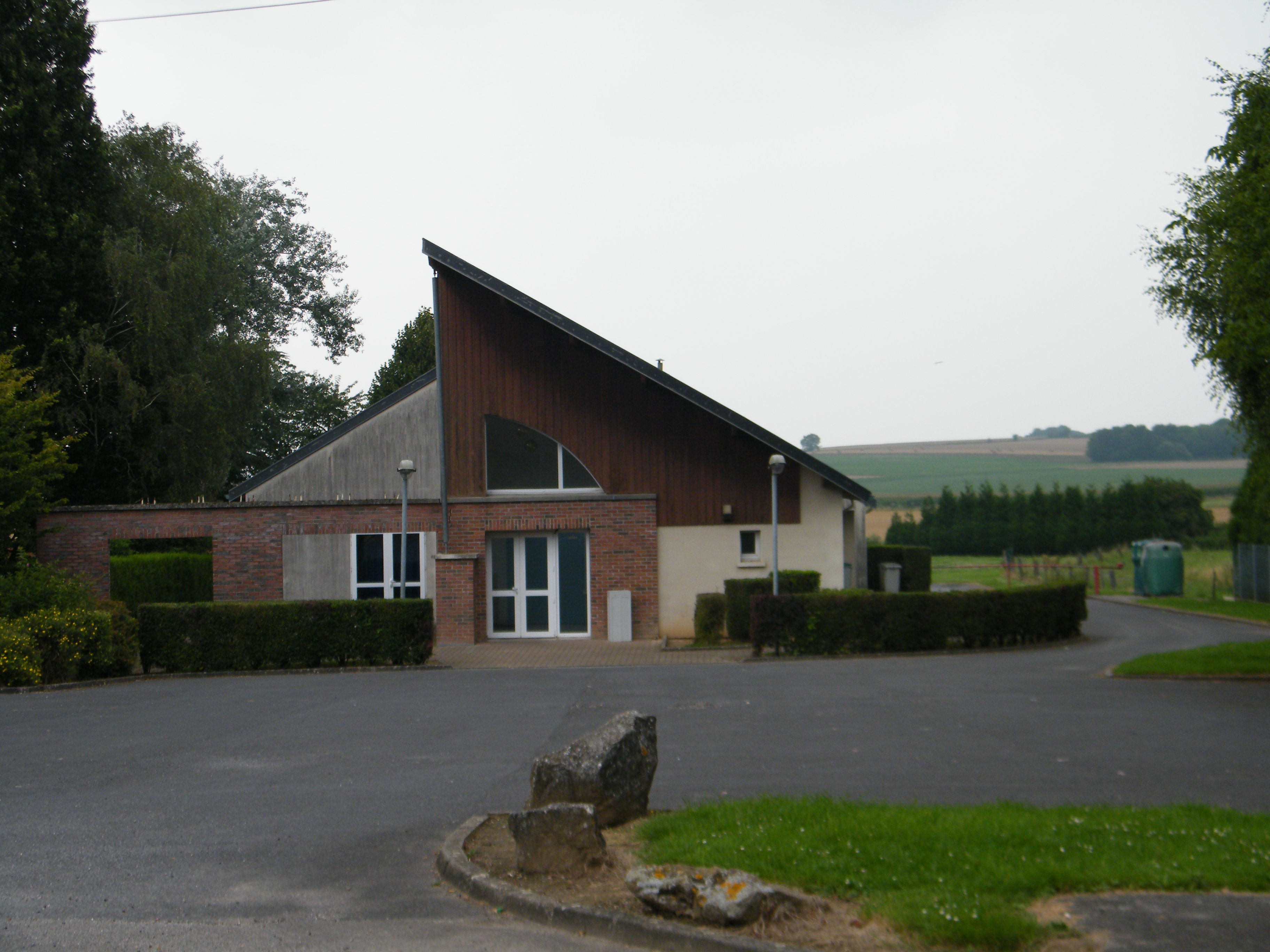
La salle communale.

## Population et société

### Démographie
L'évolution du nombre d'habitants est connue à travers les recensements de la population effectués dans la commune depuis 1793. Pour les communes de moins de 10 000 habitants, une enquête de recensement portant sur toute la population est réalisée tous les cinq ans, les populations de référence des années intermédiaires étant quant à elles estimées par interpolation ou extrapolation. Pour la commune, le premier recensement exhaustif entrant dans le cadre du nouveau dispositif a été réalisé en 2004.

En 2022, la commune comptait 690 habitants, en évolution de −9,21 % par rapport à 2016 (Somme : −1,26 %, France hors Mayotte : +2,11 %).
| 1793 | 1800 | 1806 | 1821 | 1831 | 1836 | 1841 | 1846 | 1851 |
| ---- | ---- | ---- | ---- | ---- | ---- | ---- | ---- | ---- |
| 692  | 688  | 665  | 685  | 837  | 845  | 836  | 849  | 847  |

| 1856 | 1861 | 1866 | 1872 | 1876 | 1881  | 1886 | 1891 | 1896  |
| ---- | ---- | ---- | ---- | ---- | ----- | ---- | ---- | ----- |
| 869  | 863  | 894  | 914  | 947  | 1 003 | 975  | 920  | 1 009 |

| 1901  | 1906  | 1911 | 1921 | 1926 | 1931 | 1936 | 1946 | 1954 |
| ----- | ----- | ---- | ---- | ---- | ---- | ---- | ---- | ---- |
| 1 027 | 1 019 | 952  | 588  | 801  | 735  | 775  | 736  | 736  |

| 1962 | 1968 | 1975 | 1982 | 1990 | 1999 | 2004 | 2006 | 2009 |
| ---- | ---- | ---- | ---- | ---- | ---- | ---- | ---- | ---- |
| 730  | 750  | 659  | 804  | 770  | 701  | 652  | 625  | 728  |

| 2014 | 2019 | 2022 | - | - | - | - | - | - |
| ---- | ---- | ---- | - | - | - | - | - | - |
| 752  | 715  | 690  | - | - | - | - | - | - |

## Économie
L'activité locale est principalement agricole.

## Culture locale et patrimoine

### Lieux et monuments
- Église Sainte-Radegonde : ses vitraux datent de la Première reconstruction, après les destructions de la Première Guerre mondiale, et ont été conçus pat  Gérard Ansart[34].

- Ferme de Brusle : 31, 33 rue de Tincourt, datant du XIXe siècle et détruite pendant la Première Guerre mondiale, reconstruite en style Art déco, constituée d'un rez-de-chaussée en brique, d'un étage en faux pan-de-bois. Les débords de toits sont portés par des consoles en bois. Présence de baies cintrées au rez-de-chaussée avec balustrade en béton. La cour est pavée, limitée d'une d'entrée sur mur-bahut[35].

- Ferme de Beaumetz : 23 rue de Bouvincourt. Elle aussi succède à une ferme détruite pendant la Première Guerre mondiale et est représentative des édifices de qualité de la Reconstruction, qui semble s'être déroulée entre 1920 (source orale) et 1923 (date portée sur la statue de Saint-Hubert). Elle comporte des façades en faux pan de bois au niveau du 1er étage avec des volumes différenciés et des combles individualisés et de forme variées. Le perron d'entrée est couvert d'une terrasse à côté de laquelle se trouve une avancée hors œuvre à 5 pans au rez-de-chaussée, imitant la structure d'une tour. Retour en pignon coupé couvert d'une demi-croupe ; débords du toit sur consoles en bois. Deux écuries symétriques en L dont les murs sont à angle arrondi. Puits carré en brique couvert en pavillon[36].

- Vestiges de la sucrerie : avec des bâtiments en brique dotés de décorations en  briques bicolores : pilastres, chapiteaux, faux œils-de-bœuf à bossage. Le logement patronal ou conciergerie est construit en brique, en rez-de-chaussée, couvert d'un toit à longs pans, croupe et demi-croupe. Ses baies sont rectangulaires, avec arc en anse de panier[21].

- Chapelle Notre-Dame-des-Sept-Douleurs : chapelle de dévotion en brique et pierre qui a traversé la Première Guerre mondiale sans dommages. Elle date du début du XVIIIe siècle[37].

- Chapelle Notre-Dame-des-Vignes : sur une colline, à l'écart du village, datée de 1863. C'est la seule de la Somme à porter ce nom[37].

- La via Francigena qui part de Canterbury (Royaume-Uni) pour rallier Rome passe dans le village[38].

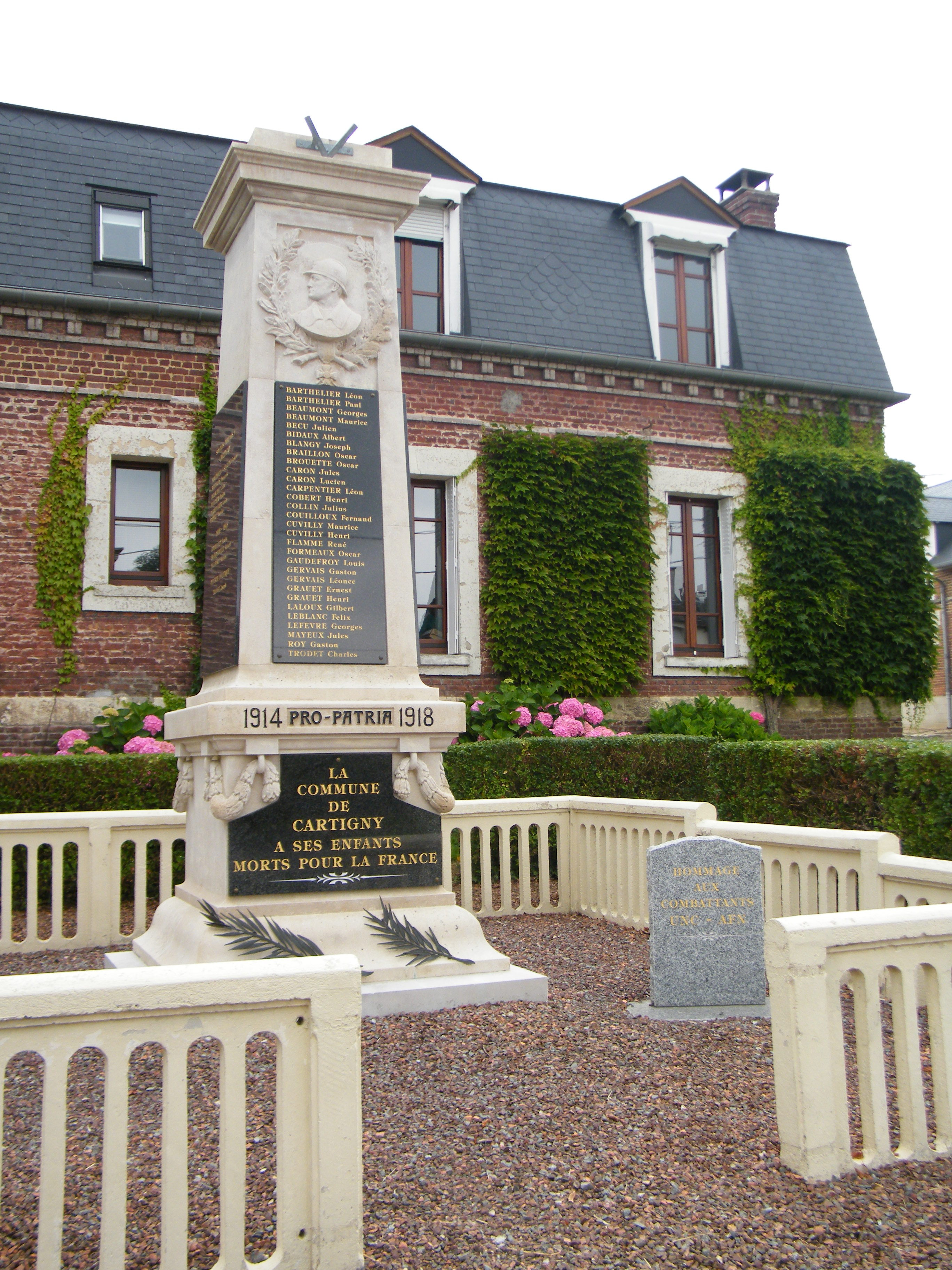
Monument aux morts.
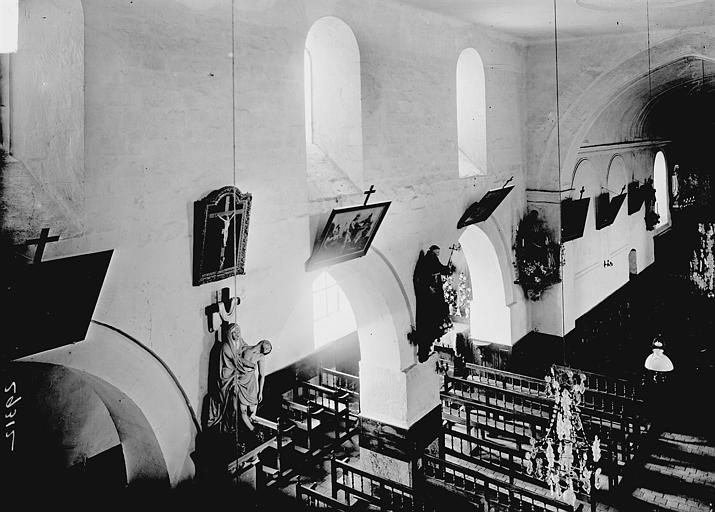
La nef de l'église avant les destructions de la Première Guerre mondiale.
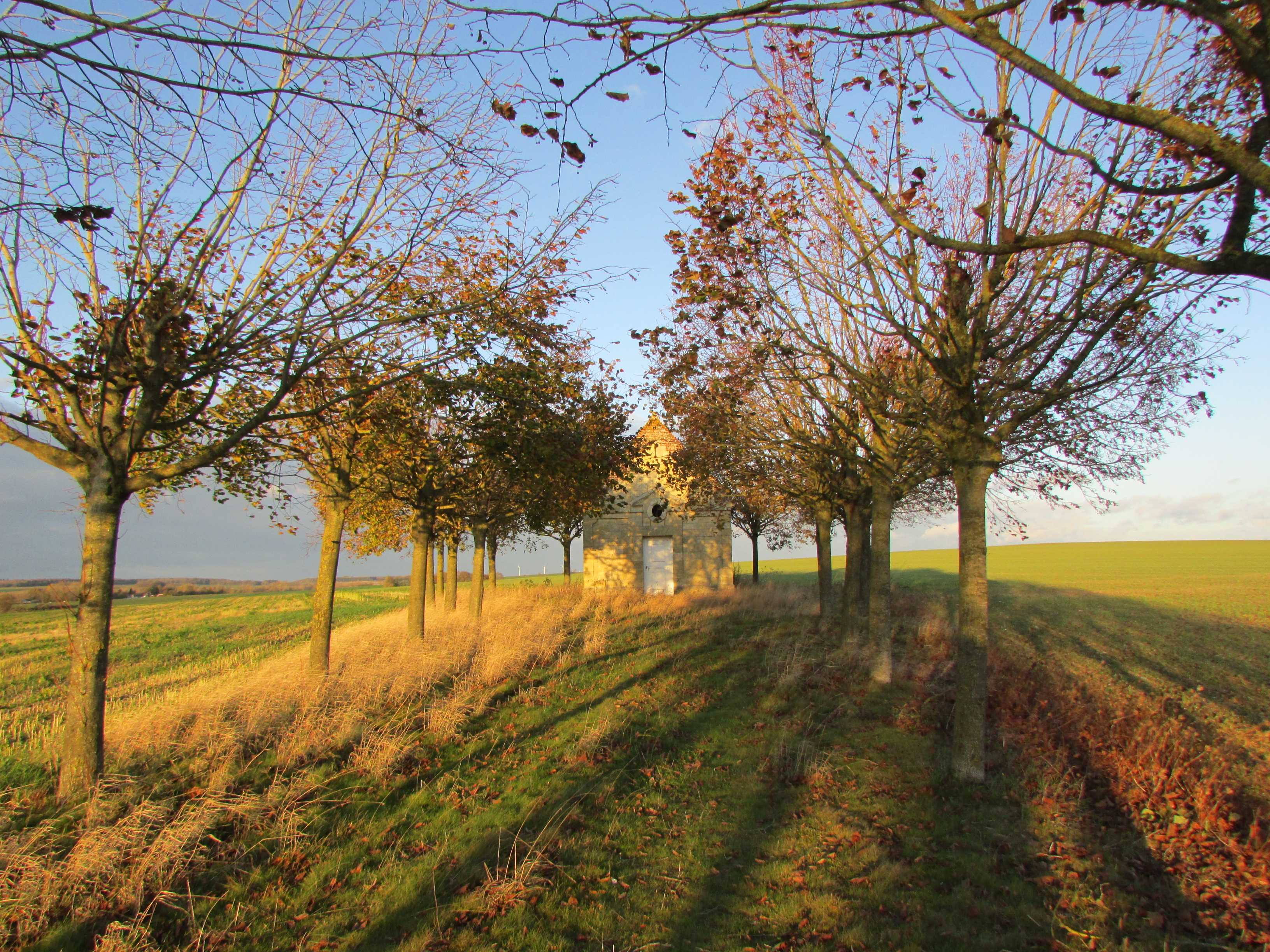
Chapelle Notre-Dame-des-Vignes de Cartigny.
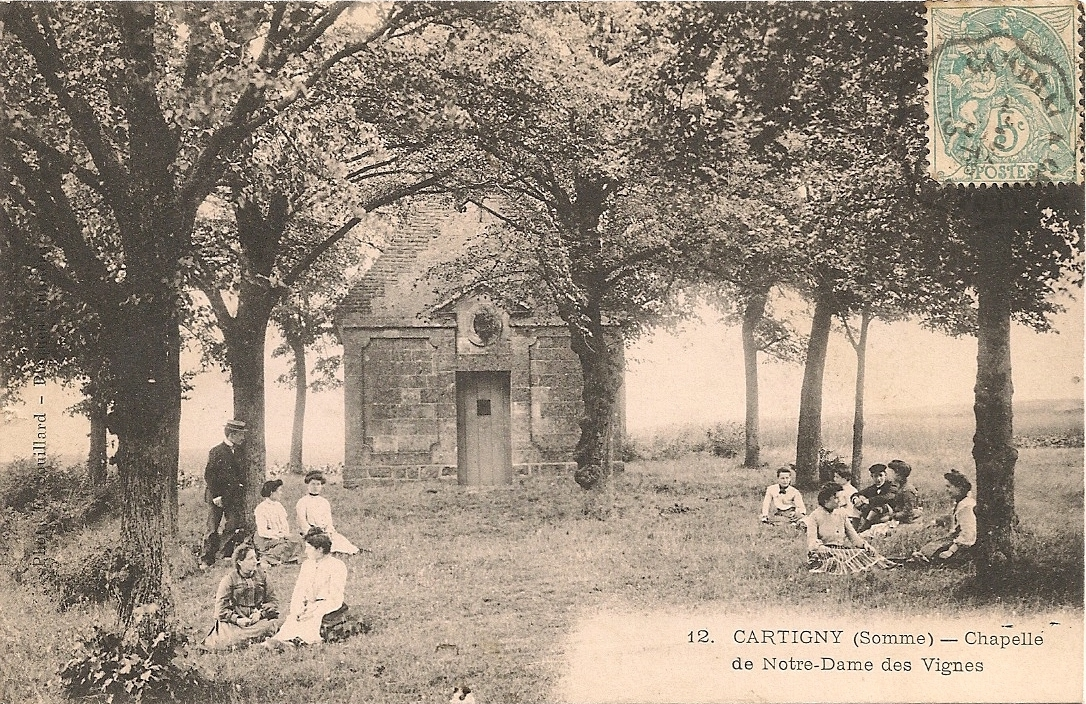
Carte postale de la chapelle vers 1905.

### Personnalités liées à la commune
- Nicolas Loyeux (1750-1833), homme politique né à Liancourt-Fosse, maire de Cartigny, député de la Somme.
- Guillaume de Fonclare, écrivain.